# Coupe du Liechtenstein de football 2000-2001
Navigation
Édition précédente Édition suivante
La coupe du Liechtenstein 2000-2001 de football est la 56e édition de la Coupe nationale de football, la seule compétition nationale du pays en l'absence de championnat.
Elle se dispute du 17 octobre 2000 au 9 mai 2001, avec la finale disputée au Rheinpark Stadion de Vaduz entre le FC Vaduz, tenant du titre depuis 1998, et le FC Ruggell.
Les 7 équipes premières du pays ainsi que plusieurs équipes réserves de ces clubs, soit au total, 15 formations prennent part à la compétition.
Le FC Vaduz conserve le trophée en battant le FC Ruggell très facilement en finale sur le score de 9 buts à 0. Il s'agit du 30e titre de l'histoire du club dans la compétition. Grâce à ce succès, le club assure sa participation à la prochaine édition de la Coupe UEFA.

## Huitièmes de finale
| Équipe 1             | Résultat | Équipe 2          |
| -------------------- | -------- | ----------------- |
| FC Triesen II        | 3 - 8    | FC Schaan         |
| FC Triesenberg II    | 3 - 4    | FC Ruggell II     |
| FC Vaduz III         | 0 - 3    | USV Eschen/Mauren |
| FC Balzers II        | 1 - 2    | FC Schaan Azzurri |
| FC Triesen           | 1 - 0    | FC Vaduz II       |
| USV Eschen/Mauren II | 0 - 6    | FC Balzers        |
| FC Triesenberg       | 0 - 3    | FC Ruggell        |

## Quarts de finale
- Entrée en lice du FC Vaduz, tenant du titre et exempté de huitième de finale.

| Équipe 1          | Résultat | Équipe 2          |
| ----------------- | -------- | ----------------- |
| FC Schaan Azzurri | 1 - 9    | USV Eschen/Mauren |
| FC Ruggell II     | 1 - 13   | FC Vaduz          |
| FC Triesen        | 2 - 0    | FC Balzers        |
| FC Schaan         | 1 - 4    | FC Ruggell        |

## Demi-finales
| Équipe 1   | Résultat | Équipe 2          |
| ---------- | -------- | ----------------- |
| FC Triesen | 0 - 4    | FC Vaduz          |
| FC Ruggell | 1 - 0    | USV Eschen/Mauren |

## Finale
| 9 mai 2001 | FC Vaduz                                                                 | 9 - 0 | FC Ruggell | Rheinpark Stadion, Vaduz |
|            | Wigmann 8e · Slikys 22e 78e · Euchil 45e 55e 66e · Polverino 52e 64e 88e |       |            |                          |

- Le FC Vaduz se qualifie pour la Coupe UEFA 2001-2002.